# Pagny-lès-Goin
Pagny-lès-Goin är en kommun i departementet Moselle i regionen Grand Est (tidigare regionen Lorraine) i nordöstra Frankrike. Kommunen ligger i kantonen Verny som tillhör arrondissementet Metz-Campagne. År 2022 hade Pagny-lès-Goin 231 invånare.

## Befolkningsutveckling
Antalet invånare i kommunen Pagny-lès-Goin
| Referens: INSEE |